# Khao Wong (huyện)
Khao Wong (tiếng Thái: เขาวง) là một huyện (‘‘amphoe’’) ở phía đông tỉnh Kalasin, đông bắc Thái Lan.

## Địa lý
Các huyện giáp ranh (từ phía nam theo chiều kim đồng hồ) là Kuchinarai và Na Khu của tỉnh Kalasin, Dong Luang và Khamcha-i của tỉnh Mukdahan.

## Lịch sử
Tiểu huyện (King Amphoe) đã được thành lập ngày 1 thág 6 năm 1969, khi 5 tambon Khum Kao, Song Plueai, Na Khu, Phu Laen Chang and Nong Phue được tách khỏi Kuchinarai. Đơn vị này đã được nâng thành huyện ngày 1 tháng 4 năm 1974.

## Hành chính
Huyện này được chia thành 6 phó huyện (tambon), các đơn vị này lại được chia thành 59 làng (muban). Kut Sim là một thị trấn (thesaban tambon) which nằm trên một phần của tambon Khum Kao, Kut Sim Khum Mai và toàn bộ  ‘‘tambon’’  Kut Pla Khao. Ngoài ra có 5 tổ chức hành chính tambon (TAO).
| Số TT | Tên              | Tên tiếng Thái | Số làng | Dân số |  |
| ----- | ---------------- | -------------- | ------- | ------ |  |
| 1.    | Khum Kao         | คุ้มเก่า          | 13      | 9.137  |  |
| 2.    | Song Plueai      | สงเปลือย        | 12      | 7.271  |  |
| 3.    | Nong Phue        | หนองผือ         | 10      | 5.884  |  |
| 6.    | Kut Sim Khum Mai | กุดสิมคุ้มใหม่      | 12      | 6.808  |  |
| 8.    | Saphang Thong    | สระพังทอง       | 7       | 2.924  |  |
| 11.   | Kut Pla Khao     | กุดปลาค้าว       | 5       | 3.106  |  |

Các con số mất là tambon hiện thuộc huyện Na Khu.